# Abnoba

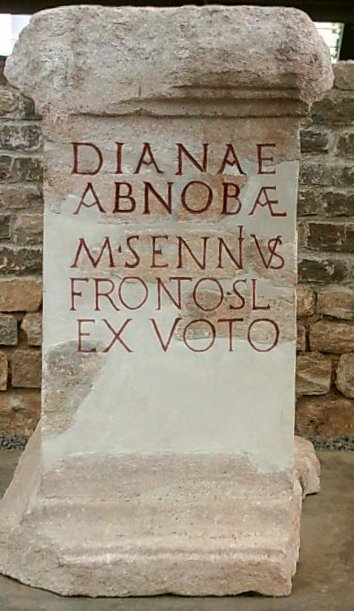
Altar romano dedicado a Diana Abnoba.

Abnoba es un nombre con significado religioso y geográfico. Era la diosa celta de la Selva Negra en Alemania. También era el nombre del macizo montañoso. Según la Germania de Tácito, Abnoba era el nombre del monte donde surge el Danubio.
Los romanos tenían la costumbre de equiparar los dioses de los pueblos sometidos a los propios. Esta práctica se llama interpretatio romana. De esta manera combinaron la diosa celta Abnoba con la diosa romana Diana que entonces llegó a ser la diosa galo-romana Diana Abnoba.
Se hallaron piedras votivas con epigrafías o estatuas dedicadas a Diana Abnoba en varios lugares de la Selva Negra:
| Lugar del hallazgo          | Inscripción, descripción del hallazgo       | Hallazgos |
| Badenweiler                 | CIL XIII 5334                               | 1         |
| Stuttgart-Bad Cannstatt     | CIL XIII 11746 y 11747                      | 2         |
| Karlsruhe-Mühlburg          | CIL XIII 6326 con estatua (diosa con perro) | 1         |
| Mühlenbach cerca de Haslach | CIL XIII 6283                               | 1         |
| Pforzheim                   | CIL XIII 6332 y 11721                       | 2         |
| Rötenberg                   | CIL XIII 6357                               | 1         |
| Waldmössingen               | CIL XIII 6356                               | 1         |
| Friesenheim                 | Diosa con perro y liebre capturada          | 1         |